# Falstaff (Salieri)
|  | Per a altres significats, vegeu «Falstaff (desambiguació)». |

Falstaff és una òpera en tres actes d'Antonio Salieri, amb llibret de Carlo Prospero Defranceschi, basada en The Merry Wives of Windsor de Shakespeare. S'estrenà al Teatre de la Cort de Viena el 3 de gener de 1799. A Catalunya, es va estrenar el 25 de juliol de 1987 al Festival de Peralada, a l'Alt Empordà.

## Arranjaments
Beethoven feu servir el duet La stessa, La stessissima per la sèrie de variacions, WoO 73.